# Diasporidion argentinense
Diasporidion argentinense är en skalbaggsart som först beskrevs av Martins 1962.  Diasporidion argentinense ingår i släktet Diasporidion och familjen långhorningar. Inga underarter finns listade i Catalogue of Life.